# Hüyük
Hüyük ist eine Stadtgemeinde (Belediye) im gleichnamigen Ilçe (Landkreis) der Provinz Konya in der türkischen Region Zentralanatolien und gleichzeitig ein Stadtbezirk der 1986 gebildeten Büyükşehir belediyesi Konya (Großstadtgemeinde/Metropolprovinz). Seit der Gebietsreform 2013 ist die Gemeinde flächen- und einwohnermäßig identisch mit dem Landkreis. Die im Stadtlogo vorhandene Jahreszahl (1955) dürfte auf das Jahr der Ernennung zur Stadtgemeinde (Belediye) hinweisen.

## Geografie
Der Landkreis/Stadtbezirk liegt im Westen der Provinz. Er grenzt im Nordwesten an die Provinz Isparta, im Norden an Doğanhisar und Ilgın sowie im Süden und Osten an Beyşehir. Die westliche Grenze bildet der See Beyşehir Gölü. Durch den Kreis führt die Fernstraße D-695 von Polatlı im Norden nach Beyşehir im Süden. Der Ort ist über Landstraßen nach Osten mit der D-330 nach Konya verbunden und nach Norden mit Doğanhisar. Im Norden liegen Ausläufer des Gebirges Sultan Dağları mit dem 1626 Meter hohen Çakmak Tepesi und dem Olukdağı Tepesi mit 1823 Metern. Der Fluss İlmen Deresi fließt im Nordwesten in den Beyşehir Gölü, der die Südwestgrenze des Landkreises bildet.

## Verwaltung
Ebenso wie fünf andere Kreise der Provinz wurde der Kreis durch das Gesetz 3392 im Jahre 1987 gebildet. Bis dahin war er ein Bucak im Landkreis Beyşehir und bestand aus den fünf Belediye Çavuş, Hüyük, İmrenler, Kıreli, Selki und 16 Dörfern (Census 1985: 27.624 Einw.).
(Bis) Ende 2012 bestand der Landkreis neben der Kreisstadt aus zehn Stadtgemeinden (Belediye): den oben erwähnten sowie Burunsuz, Çamlıca, Göçeri, İlmen, Köşk und Mutlu. Des Weiteren gehörten noch neun Dörfer (Köy) zum Kreis. Sie wurden im Zuge der Verwaltungsreform 2013/2014 in Mahalle überführt, ebenso wie die zehn Stadtgemeinden, deren 26 Mahalle zu jeweils einem pro Gemeinde zusammengefasst wurden. Die vier Mahelle der Kreisstadt blieben unverändert. Den Mahalle steht ein Muhtar als oberster Beamter vor.
Ende 2020 lebten durchschnittlich 678 Menschen in jedem dieser Mahalle, 1709 Einw. im bevölkerungsreichsten (Kıreli Mah.).